# フォレスト・ウォール
フォレスト・アレクサンダー・ウォール（Forrest Alexander Wall, 1995年11月20日 - ）は、 アメリカ合衆国フロリダ州オレンジ郡ウィンターパーク出身のプロ野球選手（外野手）。右投左打。MLBのサンディエゴ・パドレス傘下所属。

## 経歴

### プロ入りとロッキーズ傘下時代
2014年のMLBドラフト1巡目戦力均衡ラウンドA（全体35位）でコロラド・ロッキーズから指名され、プロ入り。契約後、傘下のパイオニアリーグのルーキー級グランドジャンクション・ロッキーズでプロデビュー。41試合に出場して打率.319、3本塁打、24打点、18盗塁を記録した。
2015年はA-級ボイシ・ホークスとA級アッシュビル・ツーリスツでプレーし、2チーム合計で103試合に出場して打率.286、7本塁打、47打点、25盗塁を記録した。
2016年はA+級モデスト・ナッツでプレーし、120試合に出場して打率.264、6本塁打、56打点、22盗塁を記録した。
2017年はA+級ランカスター・ジェットホークスでプレーし、22試合に出場して打率.299、3本塁打、16打点、5盗塁を記録した。
2018年はA+級ランカスターとAA級ハートフォード・ヤードゴーツでプレーした。

### ブルージェイズ傘下時代
2018年7月26日に呉昇桓とのトレードで、チャド・スパンバーガー、後日発表選手と共にトロント・ブルージェイズへ移籍した。移籍後は傘下のAA級ニューハンプシャー・フィッシャーキャッツでプレーし、移籍前を含めた3チーム合計で128試合に出場して打率.263、10本塁打、44打点、38盗塁を記録した。
2019年はAA級ニューハンプシャーとAAA級バッファロー・バイソンズでプレーし、2球団合計で123試合に出場して打率.268、11本塁打、45打点、14盗塁を記録した。
2020年は新型コロナウイルスの影響でマイナーリーグの試合が開催されなかったため、公式戦の出場は無かった。
2021年はAAA級バッファローでプレーし、78試合に出場して打率.266、1本塁打、20打点、35盗塁を記録した。オフの11月7日にFAとなった。

### マリナーズ傘下時代
2022年3月14日にシアトル・マリナーズとマイナー契約を結び、スプリングトレーニングに招待選手として参加することになった。シーズンでは傘下のAAA級タコマ・レイニアーズでプレーし、120試合に出場して打率.255、6本塁打、41打点、52盗塁を記録した。オフの11月10日にFAとなった。

### ブレーブス時代
2023年2月1日にアトランタ・ブレーブスとマイナー契約を結び、スプリングトレーニングに招待選手として参加することになった。シーズンでは開幕を傘下のAAA級グウィネット・ストライパーズで迎えた。7月18日にメジャー契約を結んでアクティブ・ロースター入りを果たすと、22日のミルウォーキー・ブルワーズ戦でメジャーデビュー。この試合は9回表に代走で登場してすかさず連続で二盗と三盗を成功させている。この年メジャーでは15試合に出場して打率.462、1本塁打、2打点、5盗塁を記録した。
2024年も当初はブレーブスに在籍していたが、7月22日にナチョ・アルバレス・ジュニアと、オジー・アルビーズの昇格に伴ってDFAとなった。この年ブレーブスでは13試合の出場で打率.241、7安打、1打点を記録した。

### マーリンズ時代
2024年7月25日にウェイバー公示を経てマイアミ・マーリンズへ移籍した。28日にメジャーに昇格して3試合に出場したものの、1安打を放っただけで8月3日にAAA級ジャクソンビル・ジャンボシュリンプへ降格となり、8月26日にこの年2度目のDFAとなった。

### オリオールズ傘下時代
2024年8月28日にボルチモア・オリオールズとマイナー契約を結び、同日中にAAA級ノーフォーク・タイズに配属された。ここではメジャーに昇格することは出来ず、オフの11月4日にFAとなった。この年はメジャーで所属した2チーム合計では16試合に出場して打率.250、8安打、1打点を記録した。

### パドレス傘下時代
2025年1月16日にサンディエゴ・パドレスとマイナー契約を結び、同日中に傘下のAAA級エルパソ・チワワズへ配属された。

## 詳細情報

### 年度別打撃成績
| 年 度    | 球 団    | 試 合 | 打 席 | 打 数 | 得 点 | 安 打 | 二 塁 打 | 三 塁 打 | 本 塁 打 | 塁 打 | 打 点 | 盗 塁 | 盗 塁 死 | 犠 打 | 犠 飛 | 四 球 | 敬 遠 | 死 球 | 三 振 | 併 殺 打 | 打 率 | 出 塁 率 | 長 打 率 | O P S |
| -------- | -------- | ----- | ----- | ----- | ----- | ----- | -------- | -------- | -------- | ----- | ----- | ----- | -------- | ----- | ----- | ----- | ----- | ----- | ----- | -------- | ----- | -------- | -------- | ----- |
| 2023     | ATL      | 15    | 15    | 13    | 6     | 6     | 2        | 0        | 1        | 11    | 2     | 5     | 1        | 0     | 0     | 2     | 0     | 0     | 4     | 0        | .462  | .533     | .846     | 1.379 |
| 2024     | ATL      | 13    | 32    | 29    | 3     | 7     | 0        | 0        | 0        | 7     | 1     | 3     | 3        | 0     | 0     | 3     | 0     | 0     | 6     | 0        | .241  | .313     | .241     | .554  |
| 2024     | MIA      | 3     | 3     | 3     | 1     | 1     | 0        | 0        | 0        | 1     | 0     | 1     | 0        | 0     | 0     | 0     | 0     | 0     | 2     | 0        | .333  | .333     | .333     | .666  |
| '24計    | MIA      | 16    | 35    | 32    | 4     | 8     | 0        | 0        | 0        | 8     | 1     | 4     | 3        | 0     | 0     | 3     | 0     | 0     | 8     | 0        | .250  | .314     | .250     | .564  |
| MLB：2年 | MLB：2年 | 31    | 50    | 45    | 10    | 14    | 2        | 0        | 1        | 19    | 3     | 9     | 4        | 0     | 0     | 5     | 0     | 0     | 12    | 0        | .311  | .380     | .422     | .802  |

- 2024年度シーズン終了時

### ポストシーズン打撃成績
| 年 度     | 球 団     | シ リ ｜ ズ | 試 合 | 打 席 | 打 数 | 得 点 | 安 打 | 二 塁 打 | 三 塁 打 | 本 塁 打 | 塁 打 | 打 点 | 盗 塁 | 盗 塁 死 | 犠 打 | 犠 飛 | 四 球 | 敬 遠 | 死 球 | 三 振 | 併 殺 打 | 打 率 | 出 塁 率 | 長 打 率 |
| --------- | --------- | ----------- | ----- | ----- | ----- | ----- | ----- | -------- | -------- | -------- | ----- | ----- | ----- | -------- | ----- | ----- | ----- | ----- | ----- | ----- | -------- | ----- | -------- | -------- |
| 2023      | ATL       | NLDS        | 2     | 1     | 1     | 0     | 0     | 0        | 0        | 0        | 0     | 0     | 0     | 0        | 0     | 0     | 0     | 0     | 0     | 0     | 0        | .000  | .000     | .000     |
| 出場：1回 | 出場：1回 | 出場：1回   | 2     | 1     | 1     | 0     | 0     | 0        | 0        | 0        | 0     | 0     | 0     | 0        | 0     | 0     | 0     | 0     | 0     | 0     | 0        | .000  | .000     | .000     |

- 2024年度シーズン終了時

### 年度別守備成績
| 年 度 | 球 団 | 左翼（LF） | 左翼（LF） | 左翼（LF） | 左翼（LF） | 左翼（LF） | 左翼（LF） | 中堅（CF） | 中堅（CF） | 中堅（CF） | 中堅（CF） | 中堅（CF） | 中堅（CF） | 右翼（RF） | 右翼（RF） | 右翼（RF） | 右翼（RF） | 右翼（RF） | 右翼（RF） |
| 年 度 | 球 団 | 試 合      | 刺 殺      | 補 殺      | 失 策      | 併 殺      | 守 備 率   | 試 合      | 刺 殺      | 補 殺      | 失 策      | 併 殺      | 守 備 率   | 試 合      | 刺 殺      | 補 殺      | 失 策      | 併 殺      | 守 備 率   |
| ----- | ----- | ---------- | ---------- | ---------- | ---------- | ---------- | ---------- | ---------- | ---------- | ---------- | ---------- | ---------- | ---------- | ---------- | ---------- | ---------- | ---------- | ---------- | ---------- |
| 2023  | ATL   | 6          | 5          | 0          | 0          | 0          | 1.000      | 2          | 2          | 0          | 0          | 0          | 1.000      | 1          | 1          | 0          | 0          | 0          | 1.000      |
| 通算  | 通算  | 6          | 5          | 0          | 0          | 0          | 1.000      | 2          | 2          | 0          | 0          | 0          | 1.000      | 1          | 1          | 0          | 0          | 0          | 1.000      |

- 2023年度シーズン終了時

### 背番号
- 73（2023年）
- 37（2024年途中 - 同年途中）
- 19（2024年途中 - 同年終了）